# Marisol Guadalupe Romero
Marisol Guadalupe Romero nascuda el 26 de gener de 1983, a la Ciutat de Mèxic, és una atleta d'origen mexicana. Les seves especialitats són la marató, els 10.000 metres i els 5.000 metres.

## Trajectòria

### Jocs Centreamericans i del Carib
Romero va guanyar una medalla d'or als Jocs Centreamericans i del Carib de Mayaguez 2010 en la prova de marató amb un temps de 2 hores 44 minuts i 30 segons.

### Jocs Panamericans
Als Jocs Panamericans de Guadalajara 2011 va obtenir dues medalles d'or guanyant les proves dels 10.000 metres i els 5000 metres amb un temps de 34 minuts 7 segons i 16 minuts 24 segons respectivament.